# 아조토박터속

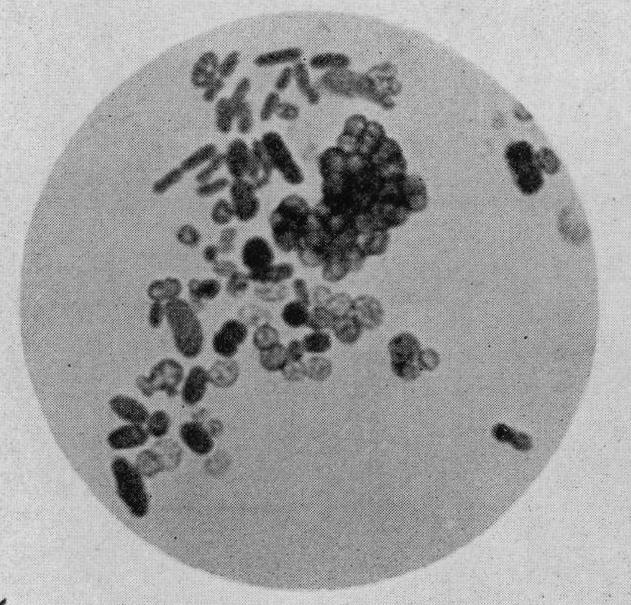

아조토박터속(학명: Azotobacter)은 두꺼운 벽을 가진 낭포를 형성하고 다량의 캡슐 점액을 생성할 수 있는 일반적으로 운동성이 있는 타원형 또는 구형의 세균 속이다. 아조토박터는 호기성, 자유 생활 토양 미생물로 자연의 질소 순환에서 중요한 역할을 하며, 식물이 이용할 수 없는 대기 중의 질소를 암모늄 이온 형태로 전환(질소 고정)해 토양으로 방출한다. 질소자급영양생물을 연구하기 위한 모델 생물일 뿐만 아니라 사람에 의해 생물비료, 식품 첨가물 및 일부 생체고분자를 생산하는 데 사용된다.